# Gianluca Bonanomi
Gianluca Bonanomi (19 de marzo de 1968) es un deportista italiano que compitió en ciclismo de montaña en la disciplina de descenso. Ganó una medalla de bronce en el Campeonato Europeo de Ciclismo de Montaña de 1996.

## Palmarés internacional
| Campeonato Europeo | Campeonato Europeo          | Campeonato Europeo | Campeonato Europeo |
| Año                | Lugar                       | Medalla            | Competición        |
| ------------------ | --------------------------- | ------------------ | ------------------ |
| 1996               | Bassano del Grappa (Italia) | Medalla de bronce  | Descenso           |